# Diecéze toritská
Diecéze toritská či Diecéze Torit (lat. Dioecesis Toriten(sis), angl. Roman Catholic Diocese of Torit) je římskokatolická diecéze v Jižním Súdánu, která je sufragánní diecézí k Džubské arcidiecézi. Od 12. prosince 2019 je diecéze sedisvakantní. 

## Území a organizace

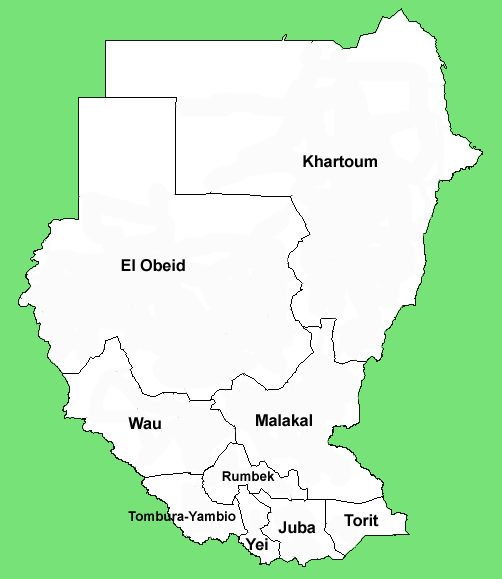
Diecéze v Súdánu a v Jižním Súdánu

Diecéze se vztahuje na katolické věřící latinského obřadu žijící ve státě Východní Equatoria.
Sídlem diecéze je město Torit, kde se nachází katedrála svatého Petra a Pavla.
V roce 2020 bylo území rozděleno na 20 farností.

## Historie
Diecéze byla zřízena 2. května 1983 papežskou bulou Quo aptius spirituali papeže Jana Pavla II. a oddělila území od džubské arcidiecéze.
Kvůli občanské válce v letech 1984–2005 působilo vedení diecéze z Nairobi v Keni. Po podpisu mírové dohody bylo sídlo diecéze otevřeno v Toritu. Jižní Súdán vyhlásil nezávislost 9. července 2011.

## Biskupové
- Paride Taban (2. července 1983 – 7. února 2004 rezignoval)
  - sedisvakance viz (2004 – 2007)
- Akio Johnson Mutek † (9. června 2007 – 18. března 2013 zemřel)
  - sedisvakance (2013 – 2019)
- Stephen Ameyu Martin Mulla (3. ledna 2019 – 12. prosince 2019 jmenován arcibiskupem v Džubě)
  - sedisvakance (od roku 2019)
  - Stephen Ameyu Martin Mulla, od 22. března 2020 (apoštolský administrátor)

## Statistiky
Podle Annuario Pontificio 2021 měla diecéze na konci roku 2020 celkem 1 139 835 pokřtěných věřících. 
| rok                                                                   | populace  | populace  | populace | kněží  | kněží    | kněží   | kněží      | trvalí jáhnové | řeholníci | řeholníci | farnosti |
| rok                                                                   | pokřtění  | celkem    | %        | celkem | diecézní | řeholní | počet křtů | trvalí jáhnové | muži      | ženy      | farnosti |
| --------------------------------------------------------------------- | --------- | --------- | -------- | ------ | -------- | ------- | ---------- | -------------- | --------- | --------- | -------- |
| 1987                                                                  | 200 000   | 491 683   | 40.7     | 26     | 8        | 18      | 7692       |                | 21        | 15        | 8        |
| 1999                                                                  | 586 000   | 852 000   | 68.8     | 51     | 39       | 12      | 11 490     |                | 19        | 38        | 9        |
| 2000                                                                  | 586 000   | 852 000   | 68.8     | 46     | 34       | 12      | 12 739     |                | 19        | 42        | 9        |
| 2001                                                                  | 586 570   | 732 000   | 80.1     | 58     | 48       | 10      | 10 113     |                | 16        | 39        | 13       |
| 2003                                                                  | 592 000   | 747 000   | 79.3     | 62     | 53       | 9       | 9548       |                | 13        | 35        | 14       |
| 2004                                                                  | 596 000   | 750 000   | 79.5     | 68     | 67       | 1       | 8764       |                | 5         | 36        | 23       |
| 2010                                                                  | 682 000   | 891 000   | 76.5     | 54     | 44       | 10      | 12 629     |                | 26        | 17        | 19       |
| 2014                                                                  | 1 085 000 | 1 550 000 | 70.0     | 43     | 33       | 10      | 25 232     |                | 19        | 10        | 19       |
| 2017                                                                  | 1 040 000 | 1 529 000 | 68.0     | 45     | 35       | 10      | 23 111     |                | 17        | 13        | 19       |
| 2020                                                                  | 1 139 835 | 1 673 100 | 68.1     | 36     | 36       |         | 31 662     |                | 3         | 16        | 20       |
| Zdroj: Catholic-Hierarchy, která přebírá údaje z Annuario Pontificio. |           |           |          |        |          |         |            |                |           |           |          |